# Sierra de Picón
Sierra de Picón este o arie protejată (arie specială de conservare — SAC, sit de importanță comunitară — SCI) din Spania întinsă pe o suprafață de 7.875,85 ha, integral pe uscat.

## Localizare
Centrul sitului Sierra de Picón este situat la coordonatele 39°03′18″N 4°06′25″W / 39.055°N 4.107°V.

## Înființare
Situl Sierra de Picón a fost declarat sit de importanță comunitară în decembrie 1997 pentru a proteja 15 specii de animale. Situl a fost protejat și ca arie specială de conservare în mai 2015.

## Biodiversitate
Situată în ecoregiunea mediteraneană, aria protejată conține 8 habitate naturale: Pajiști uscate europene, Dehesas cu Quercus spp. perene, Galerii de Salix alba și de Populus alba, Tufărișuri termo-mediteraneene și de pre-deșert, Iazuri temporare mediteraneene, Păduri de Quercus ilex și Quercus rotundifolia, Pante stâncoase silicioase cu vegetație casmofită, Pajiști umede mediteraneene cu ierburi înalte de Molinio-Holoschoenion.
La baza desemnării sitului se află mai multe specii protejate:
- păsări (8): acvilă de munte (Aquila chrysaetos), buha (Bubo bubo), barză albă (Ciconia ciconia), șerpar (Circaetus gallicus), acvilă pitică (Hieraaetus pennatus), gaia neagră (Milvus migrans), gaia roșie (Milvus milvus), turturică (Streptopelia turtur)
- mamifere (2): vidră de râu (Lutra lutra), râs iberic (Lynx pardinus)
- pești (3): Luciobarbus comizo, Pseudochondrostoma willkommii, Rutilus alburnoides
- reptile (2): țestoasa de baltă (Emys orbicularis), Mauremys leprosa

Pe lângă speciile protejate, pe teritoriul sitului au mai fost identificate 1 specie de pești.